# Granizado
El granizado o raspado es un refresco o refrigerio compuesto de hielo troceado o rallado con sirope o jarabe de sabores variados (limón, fresa, café, etcétera). Recibe distintas denominaciones, dependiendo del país o ciudad

## Características
Son generalmente comercializados por vendedores ambulantes, los cuales llevan un bloque de hielo en un carrito. También hay puestos comerciales establecidos.
Su preparación es bastante sencilla. Se utiliza una máquina manual para moler el hielo, aunque otros vendedores ambulantes normalmente utilizan un cepillo de hierro para trocearlo.
Al hielo troceado o rallado se le añade un jarabe (sirope) del sabor a elegir, siendo los más populares fresa, tamarindo, lima y limón, pero se pueden encontrar jarabes de diversos sabores. En algunas partes les ponen jugo de limón y chile. El hielo troceado se coloca en un vaso (por lo general de plástico) hasta el límite.

### Argentina
En Argentina, si bien en muchos lugares del país ha ido mermando su demanda, la misma se mantiene firme en las provincias del Noroeste argentino (NOA).

### Colombia
En Colombia es común encontrar carritos de “raspao” en las poblaciones de tierra caliente. Bloques de hielo se raspan con una máquina accionada manualmente. Antiguamente, el hielo se raspaba con un cepillo, y recibían el nombre de cepillados. El hielo raspado se deposita en un cono de papel invertido o en vaso plástico, se le añaden siropes con sabor a cola, tamarindo, limón, caramelo, cereza, entre otros, y leche condensada. 
Una variación del raspado es el conocido como cholado, típico del Valle del Cauca, el cual incluye una variedad de frutas como fresa, banano, uvas, papaya, kiwi entre otros. En el Valle, tanto el raspado como el cholado se suele acompañar con una galleta tipo wafer, cucharada y pitillo o popote.

### Guatemala
En Guatemala se pueden encontrar vendedores de "granizadas" ambulantes en casi todos lados, se preparan con máquinas manuales, bloques de hielo que se raspan, y las existen ya con máquinas eléctricas. Se usan para su elaboración jarabes de distintos sabores, así como frutas en conserva como fresas, piña, tamarindo, coco entre otros, y se complementan con leche condensada y/o jarabe de chocolate. Las hay también de limón, agridulces (hawaianas) hechas con piña en conserva y jugo de limón, y sabores tan exóticos como de camarón.

### Costa Rica
En Costa Rica, además del sirope (siendo el de kola el más popular) y la leche condensada, se les agrega también leche en polvo. En algunas zonas del país también reciben el nombre de copos o churchil. Uno de los aspectos folclóricos destacados es la venta del granizado por vendedores ambulantes, que aún es posible encontrar en algunos pueblos, servidos tradicionalmente en conos de papel, y más recientemente, en vasos desechables. En Puntarenas es popular la variante denominada churchil, que lleva helado.

### Cuba
El compositor cubano Ibrahim Ferrer compuso la canción “La chica del granizado”.

### Ecuador
En Ecuador hay tres versiones. Los que se venden en carretillas ambulantes y tienen hielo que ha sido raspado manualmente de una marqueta con un cepillo para hielo (funciona a semejanza de un cepillo para madera) se llaman "raspados". Los que se venden en carretillas ambulantes, pero que tienen hielo que ha sido granizado con una máquina giratoria accionada manualmente (algunos vendedores usan el cepillo para hielo en su lugar) y, que llevan leche condensada encima se conocen como "granizados". A ambos tipos se les añade esencia de alguna fruta (o, alternativamente, gaseosa o hasta sangría) en variedades que tenga disponible el carretillero. Los jarabes tradicionales son tamarindo, menta, rosa, naranjilla, fresa y piña. Se sirven en vasos plásticos.
Si el refresco se sirve en una funda pequeña transparente y tiene abundante líquido se suele llamar "fresco".
Todos estos son mayoritariamente comunes en los exteriores de las instituciones educativas.
Los "granizados" vendidos en locales comerciales usualmente no llevan ninguna cubierta y su hielo ha sido finamente "frapeado" por una máquina eléctrica y, por esta razón, tienen más líquido aun cuando recién hayan sido preparados. Los jarabes son similares pero muy probablemente no son los mismos.
Los "raspados'", "frescos" y "granizados" vendidos en las calles son mucho más baratos que los "granizados" vendidos en locales comerciales.

### El Salvador
En El Salvador, las “minutas” se sirven en un vaso y pueden ir acompañadas de leche condensada, dulce de tamarindo, trozos de banano y otras variedades exóticas. En este país también se preparan con sal, limón, chile y/o alguashte.

### España
En España es frecuente encontrarlo en bares, cafeterías, heladerías y horchaterías. Se elaboran en unas máquinas especiales llamadas granizadoras. Los más habituales son el granizado de limón (que se elabora con zumo de limón, azúcar y agua), el granizado de café y el agua de cebada.

### Haití
En Haití, es muy popular el "fresco" de cereza. Se hace con hielo raspado y se decora con maní tostado. Otros sabores populares son piña y sandía. Una receta sencilla de "fresco" solo requiere hielo, granadina y maní tostado.

### México
En México es una tradición conocida y es conocido como “raspado” (hielo triturado por cepillo). Algunas personas le agregan, aparte del jarabe, leche condensada para darle textura y sabor acremados. En el norte de México también se le conoce con el nombre de “yuki” que en japonés significa nieve. Es servido en vasos y se baña con preparados de fruta naturales. En la península de Yucatán mantienen el nombre de "granizado" y son populares los sabores crema morisca, mantecado, limón, tamarindo, uva, fresa, piña. Igualmente es común agregar chile en polvo y en salsa para obtener las llamadas chamoyadas.

### Nicaragua
En Nicaragua las ventas de “raspado” están en la zona del pacífico, la mayoría de los casos los vendedores ambulantes le ponen jarabe de nancite, frambuesa, leche, piña, etc. Los precios son entre 15 a 20 córdobas nicaragüenses dependiendo si el comprador quiere que se le eche o no la leche condensada.

### Panamá
En Panamá, desde los carritos de “raspao” los venden de diversos sabores que van desde fresa, uva, naranja, limón, etc. y pueden venir acompañados con leche condensada, caramelo o polvo de malteada. Se sirven en un vasito de papel en forma de cono, siendo el más popular el “raspao rojo con un real de leche”. 
- Antiguamente se solía pedir mucho "un raspao de Rosa", para referirse a cierto raspado de color rojizo.
- Según un artículo de Mireya Monroy para la revista Veinte Mundos "Hay evidencia de raspaderos muy viejos que venden este riquísimo postre, muy típico de la gastronomía panameña. Anteriormente, este producto sólo llevaba el sirope de granadina (el rojo) para teñir el hielo de sabor".
- No se sabe a ciencia cierta el porqué del nombre "raspao de rosa", si es por el nombre de una granadina llamada  "Rose's" (que literalmente significa "de Rosa") o si es por el uso de algún sabor natural de rosa, como los usados en países de Asia en algunos refrescos. Sin embargo, en la actualidad hay quienes lo preparan con esencia de rosas, e incluso en un restaurante de la localidad ofrecen una variante con auténtica agua de rosas, la cual se llama "duro de raspa'o de rosas".

### Perú

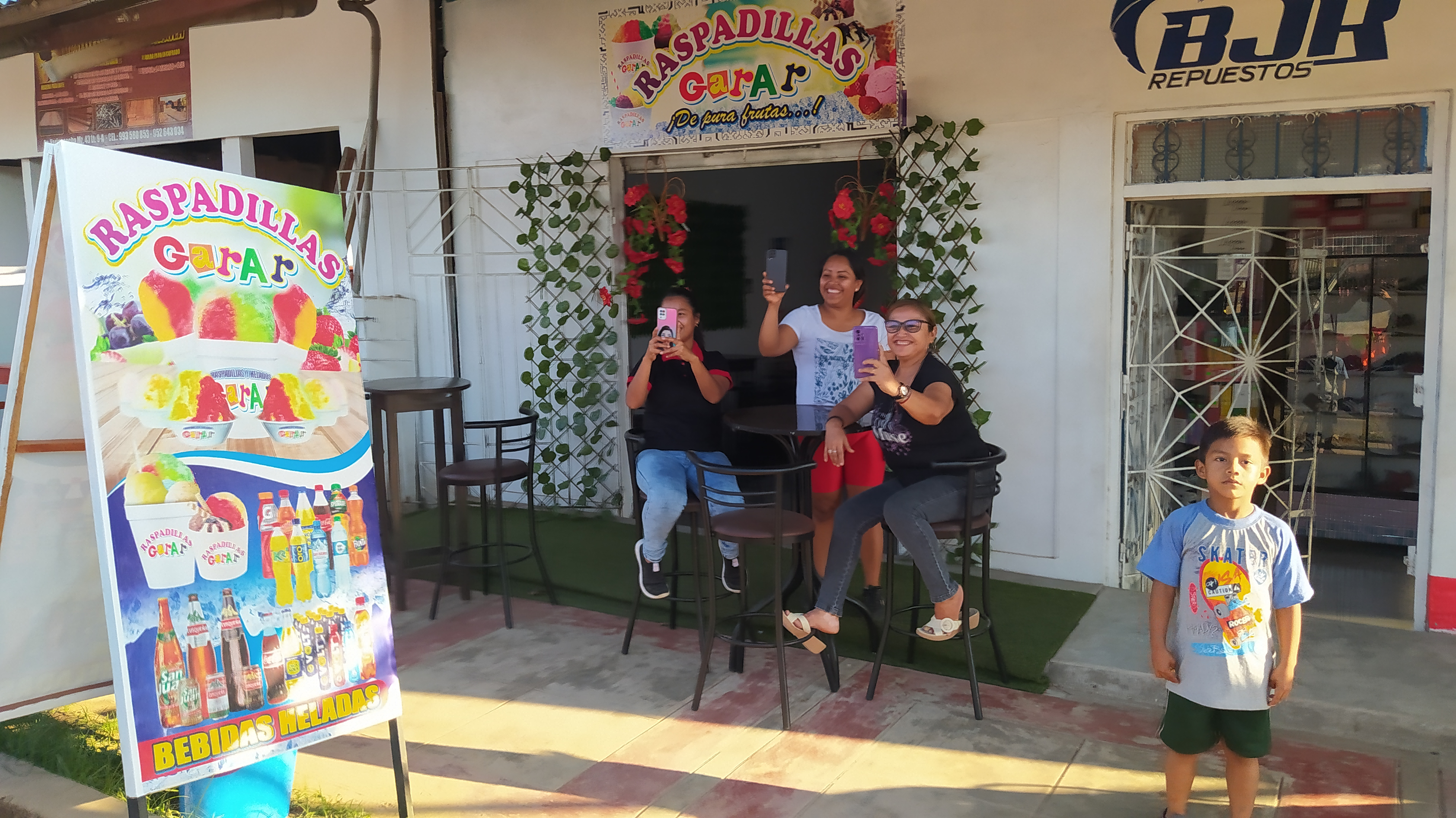
Local de venta de raspadillas en Yarinacocha

En Perú se les dice “raspadilla”. Pueden variar de sabor y pueden ser de mango, fresa, maracuyá, lúcuma, chicha morada, leche condensada, limón, etc. y están compuestos por el hielo molido con jarabe de fruta o saborizado (colorante con agua).

### Venezuela
En Maracaibo se diferencian el “raspado” del “cepillado” por la técnica de granizado del hielo y por la textura resultante del mismo. El “raspado” se genera raspando una herramienta metálica en forma de paleta o cuchara contra una gran barra de hielo, produciendo un granizado de trozos de hielos del orden milímetro, más tosco y con más intersticios que el “cepillado”. El “cepillado” se genera raspando una barra de hielo con un gran cepillo con cerdas de metal que producen un granizado mucho más fino y compacto que el del “raspado”. En todo caso luego de procesar el hielo se vierte en un vaso desechable de plástico se le añade el jarabe que le da sabor y se corona con leche condensada por encima.

## Denominaciones regionales
| País                 | Región                                          | Nombre                            |
| -------------------- | ----------------------------------------------- | --------------------------------- |
| Argentina            |                                                 | Granizado                         |
| Bolivia              |                                                 | Raspadillo                        |
| Chile                |                                                 | Granizado                         |
| Colombia             |                                                 | Raspao                            |
| Costa Rica           |                                                 | Granizado o copo                  |
| Costa Rica           | Puntarenas                                      | Churchill                         |
| Cuba                 |                                                 | Granizado                         |
| Ecuador              | Sierra y Costa                                  | Raspado o Granizado               |
| El Salvador          |                                                 | Minuta                            |
| EE. UU.              | Nueva York                                      | Piragua                           |
| EE. UU.              |                                                 | Snow Cone                         |
| España               |                                                 | Granizado                         |
| España               | Galicia                                         | Picado                            |
| Guatemala            |                                                 | Granizadas                        |
| Honduras             |                                                 | Nieves                            |
| México               |                                                 | Raspado                           |
| México               | Monterrey                                       | Yuki                              |
| México               | Península de Yucatán                            | Granizado                         |
| Nicaragua            |                                                 | Raspado                           |
| Panamá               |                                                 | Raspao                            |
| Perú                 |                                                 | Raspadilla                        |
| Puerto Rico          |                                                 | Piragua                           |
| República Dominicana |                                                 | Frío frío, yun yun o guallao      |
| Venezuela            | Zulia y Falcón                                  | Cepillado                         |
| Venezuela            | Caracas y los Andes                             | Raspao                            |
| Venezuela            | Región Centro-Occidental a excepción de Caracas | Frappe                            |
| Venezuela            | Oriente                                         | Esnovol (Deformación de snowball) |
| Venezuela            | Bolívar                                         | Bola de nieve                     |